# Українська соціал-демократична робітнича партія
Украї́нська соціа́л-демократи́чна робітни́ча па́ртія (УСДРП, популярно есдеки) — політична партія, що діяла від грудня 1905 до 1950 року, визнавала марксистську ідеологію; складалася з інтелігенції, почасти з робітників і селян. Підкреслюючи національні питання і домагаючись автономії України, УСДРП вела свою діяльність незалежно від Російської соціал-демократичної робітничої партії, та мала принципові розходження по національному, зокрема українському, питанню; за столипінської реакції виступала разом з єврейським «Бундом», почасти і з меншовиками; число членів бл. 3 000 (1908).

## Історія

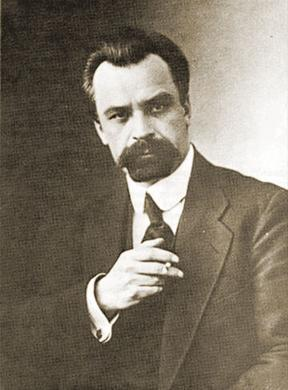
Винниченко Володимир Кирилович

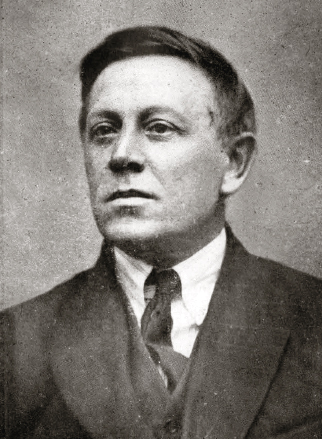
Петлюра Симон Васильович

Наслідком поліційних переслідувань після 1908 УСДРП вела обмежену діяльність (процес групи соціал-демократів у Катеринославі), видавала газети «Праця», «Робітник», «Наш Голос» (остання видавалася у Львові). Лідерами її були: Володимир Винниченко, Володимир Дорошенко, Симон Петлюра, Дмитро Антонович, Лев Юркевич, Михайло Ткаченко, Борис Мартос, Микола Ковальський, Микола Порш. УСДРП поновила діяльність на з'їзді в Києві 17 — 18 квітня 1917 і домагалася автономії України; її органом був щоденник «Робітнича газета».
За Української Центральної Ради УСДРП взяла на себе основний тягар виконавчої влади (уряди В. Винниченка). Бувши обережнішою у земельному питанні, УСДРП втратила підтримку мас на користь Української партії соціалістів-революціонерів, хоч диспонувала найкращими політичними кадрами. Після IV Універсалу з УСДРП в уряді залишилися тільки 2 міністри. (Дмитро Антонович, Михайло Ткаченко).
За Гетьманату УСДРП була в опозиції, а її лідери (Симон Петлюра, Микола Порш й ін.) тимчасово були ув'язнені. УСДРП брала участь в Українському Національному Союзі, в підготовці перевороту і в формуванні Директорії УНР, до якої увійшли Володимир Винниченко (голова) й Симон Петлюра. Діячі УСДРП стояли на чолі уряду (Володимир Чехівський, Борис Мартос, Ісаак Мазепа) або брали участь в інших урядах.
Програма УСДРП:
1. Демократизація суспільного ладу.
2. Автономія України у складі федеративної Росії.
3. Конфіскація великих площ земельної власності.

На IV з'їзді (10 — 12 січня 1919) УСДРП розкололася на дві фракції: праву — «офіційну соціал-демократичну» і ліву — «незалежну», яка ставилася з застереженнями до централістичної політики російської комуністичної партії в Україні, але визнавала потребу організації радянської влади в Україні і встановлення «диктатури пролетаріату» та негайного миру з Радянською Росією (Анатолій Пісоцький, Василь і Юрій Мазуренки, Михайло Ткаченко, Михайло Авдієнко). Проти названих виступали Микола Порш, Володимир Винниченко, Симон Петлюра, Ісаак Мазепа і більшість з'їзду, обстоюючи потребу «трудової демократії», повільну соціалізацію головних галузей народного господарства та підтримку Директорії. На Трудовому Конгресі УСДРП висловилася за демократичний парламентаризм, здійснення важливих соціальних реформ, залишення верховної влади в руках Директорії, а на місцях — комісарів.
Щоб уможливити Директорії порозуміння з Антантою, соціал-демократи відкликали 7 лютого 1919 своїх міністрів з уряду, залишивши Сергію Остапенкові вільну руку для переговорів з французькими представниками в Одесі. Одночасно Петлюра вийшов з УСДРП, а Винниченко вибув зі складу Директорії, передавши свої повноваження Петлюрі (11 лютого 1919). ЦК УСДРП (Йосип Безпалко, Андрій Лівицький, Микола Шадлун, Іван Романченко), що залишився в Україні, продовжував підтримувати політику Директорії й урядів Бориса Мартоса (9.4. — 27.8.1919 та Ісаака Мазепи (27.8.1919 — травень 1920), а ті її члени, що виїхали на еміграцію (Володимир Винниченко, Борис Матюшенко, Володимир Левицький, Петро Дідушок, Микола Порш, Василь Мазуренко, Сергій Вікул), на конференції 9 — 13 вересня 1919 у Відні домагалися виходу есдеків з уряду.
«Незалежні» есдеки в січні 1920 створили Українську комуністичну партію, що стала легальною радянською партією і стояла за самостійність УРСР: 20—25 січня в Києві пройшов установчий з'їзд УСДРП (незалежних правих), затверджено програму і прийнято нову назву партії — Українська комуністична партія (УКП). Обрано ЦК УКП: голова — Антін Драгомирецький, секретар — Михайло Авдієнко, заступник голови — А. Річицький, члени — Михайло Ткаченко, Василь Мазуренко, В. Фідровський, Василь Шахрай, Л. Довбня, Ю. Яворський.

## На еміграції

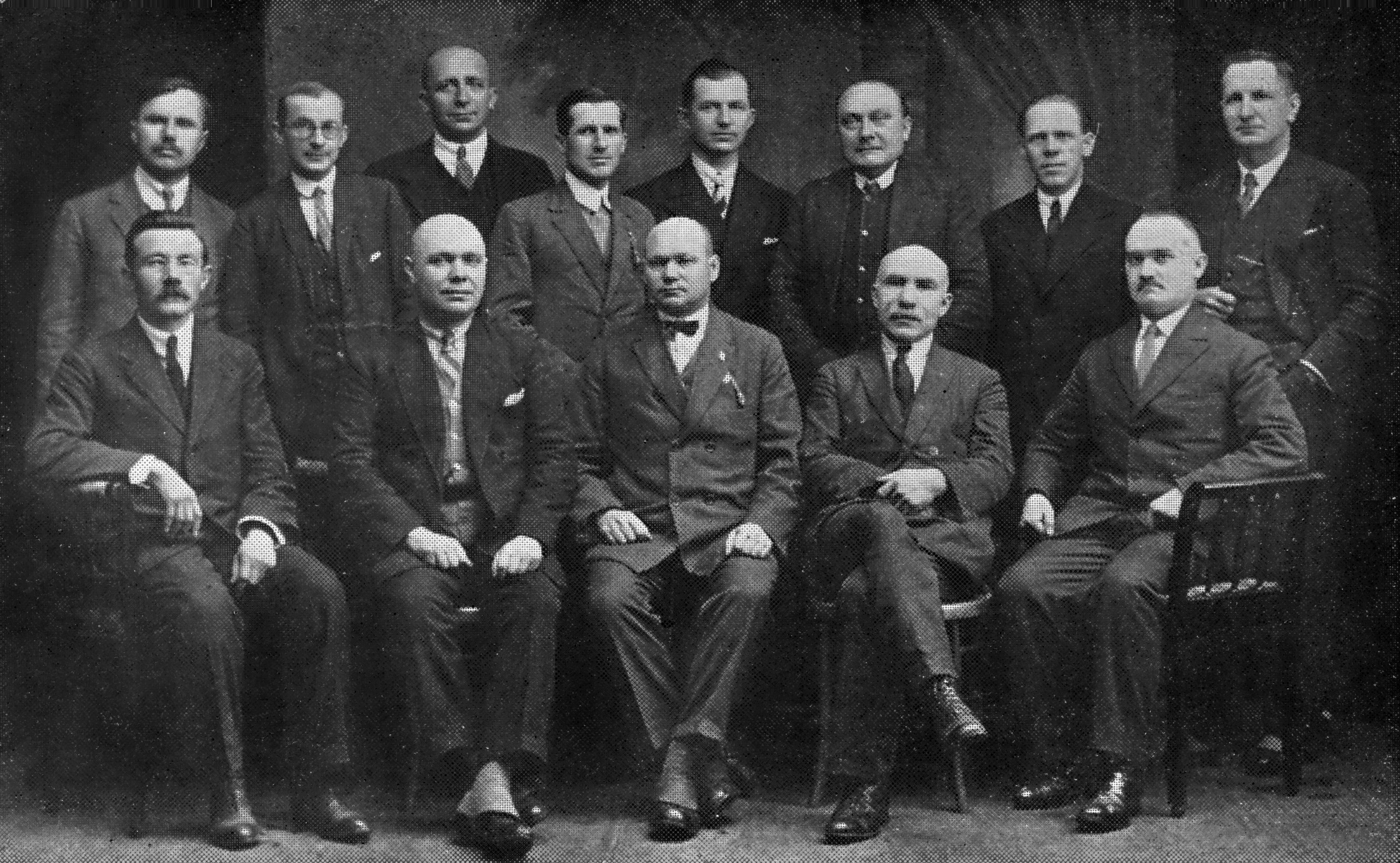
Члени Конференції УСДРП в Подєбрадах 1926 р.

На еміграції «Закордонна делегація УСДРП» (лідери: Ісаак Мазепа, П. Феденко, Олексій Козловський, Ольгерд-Іполит Бочковський, Борис Матюшенко, Володимир Старосольський, Йосип Безпалко) мала центр у Празі і належала до Соціалістичного Інтернаціоналу.
Партійні органи: «Вільна Україна» (Л.), «Соціалістична Думка» (Л, — Прага, 1922—1923) і «Соціаліст-Демократ» (Прага — Подєбради). УСДП не входила до Уряду УНР в екзилі, але лояльно ставилася до нього.
Після Другої світової війни УСДРП взяла участь у створенні Української Національної Ради, 1950 об'єдналася з іншими соціалістичними партіями в Українську Соціалістичну Партію.

## Місцеві організації
5 січня 1918 (23 грудня 1917) року була створена севастопольська партійна організація. Містилась за адресою: Севастополь, Нахімовський проспект, 33, помешкання 1.